# Grilhon
Grilhon (en francès Grillon) és un municipi francès situat al departament de la Valclusa i a la regió de Provença – Alps – Costa Blava.

## Demografia
| 1962                                       | 1968 | 1975  | 1982  | 1990  | 1999  | 2006  |
| ------------------------------------------ | ---- | ----- | ----- | ----- | ----- | ----- |
| 828                                        | 984  | 1.129 | 1.389 | 1.580 | 1.686 | 1.700 |
| Des de 1962: població sense dobles comptes |      |       |       |       |       |       |

## Administració
| Període   | Identitat          | Partit |
| --------- | ------------------ | ------ |
| 2001-2008 | Daniel Magnin      |        |
| 2008-     | Jean-Marie Grosset |        |